# توماس لانجتون تشرتش
توماس لانجتون تشرتش هو سياسي كندي، ولد في 30 يناير 1873 في تورونتو في كندا، وتوفي في 7 فبراير 1950. نشط حزبياً في حزب كندا المحافظ. وقد انتخب عمدة تورونتو ‏ (1915 – 1921) وانتخب عضو مجلس العموم الكندي.